# 澳洲腹瓢鰕虎魚
澳洲腹瓢鰕虎魚（学名：Pleurosicya mossambica），为鰕虎科腹瓢鰕虎魚屬下的一个种，分布於西南太平洋拉帕島海域，為熱帶海水魚，棲息深度15-18公尺，棲息在珊瑚礁區，生活習性不明。